# Fosciandora
Fosciandora település Olaszországban, Toszkána régióban, Lucca megyében. Lakosainak száma 561 fő (2023. január 1.). Fosciandora Barga, Gallicano, Pievepelago, Pieve Fosciana és Castelnuovo di Garfagnana községekkel határos.

## Népesség
A település lakossága az elmúlt években az alábbi módon változott:
| Lakosok száma | 591  | 584  | 561  | 561  |
|               | 2017 | 2018 | 2022 | 2023 |